# Bjørn Wirkola
Bjørn Tore Wirkola, född 4 augusti 1943 i Alta, Finnmark fylke, är en norsk tidigare backhoppare som tävlade för Alta IF och fotbollsspelare. Han är den ende backhoppare som vunnit tysk-österrikiska backhopparveckan tre gånger i rad. Han var också fotbollsspelare. Han har både serie - och cupmästerskap med Rosenborg Ballklubb.

## Karriär
Wirkola började sin idrottskarriär som utövare av nordisk kombination. Han är norsk juniormästare i nordisk kombination. Han sysslade dock även med längdskidåkning, backhoppning och fotboll. Stora avstånd och bristande kommunikationer i Finnmark fylke försvårade idrottskarriären. Möjligheten att tävla utanför Finnmark var minimal. 
Erbjudande om arbete i en sportaffär gjorde att han flyttade från Alta till Trondheim 1962. Nu blev det enklare för honom att utvecklas som idrottare. Framgångarna kom både i specialhopp och nordisk kombination. Han kvalificerade sig till Olympiska vinterspelen 1964 i Innsbruck i båda grenarna. Framgångarna uteblev i OS (han blev nummer 11 i nordisk kombination och nummer 16 i backhoppning) och Wirkola började koncentrera sig på specialbackhoppningen. År 1965 tog han sitt första norska mästerskap i backhoppning (i normalbacken) samt silver i stora backen.
Det stora genombrottet för Wirkola kom 1966. Han blev dubbel världsmästare (i normalbacke och stor backe) i norska nationalidrotten på hemmaplan i Oslo i VM 1966. Han blev den stora idrottshjälten i Norge. Han var den förste världsmästaren någonsin från Finnmark, och han tävlade fortfarande för Alta IF. Det gjorde att han blev extra populär. I normalbacken var Wirkola 4 poäng före Dieter Neuendorf, Östtyskland och 14,7 poäng före bronsmedaljören Paavo Lukkariniemi, Finland. I stora backen slog han silvermedaljören Takashi Fujisawa, Japan, med 7,7 poäng. Kjell Sjöberg, Sverige, tog bronset, bara 3,0 poäng ifrån silvret.
Säsongen 1966/1967 fortsatte framgångarna. Han vann Tysk-österrikiska backhopparveckan totalt 1966/1967 efter delsegrar i Garmisch-Partenkirchen, Innsbruck och Bischofshofen. Under backhopparveckan 1967/1968 tog han en delseger, i Garmisch-Partenkirchen, men lyckades vinna totalt. Säsongen 1968/1969 gjorde Wirkola historisk då han lyckades vinna Tysk-österrikiska backhopparveckan totalt tredje gången i rad, efter delsegrar i Oberstdorf, Garmisch-Partenkirchen och Innsbruck. Ingen annan backhoppare har lyckats vinna tre raka totalsegrar i hoppveckan. Wirkola har tillsammans 10 delsegrar i backhopparveckan. Bara Jens Weissflog, DDR/Tyskland. Janne Ahonen, Finland har vunnit backhopparveckan sammanlagt 5 gånger och Jens Weissflog 4 gånger. Helmut Recknagel, DDR har vunnit 3 gånger, men Wirkola är ensam om att ha vunnit 3 gånger i rad. Bjørn Wirkola blev tvåa i backhopparveckan två gånger, efter Torgeir Brandtzæg, Norge 1964/1965 och efter Horst Queck 1969/1970. Säsongen 1965/1966 blev han trea totalt efter Veikko Kankkonen, Finland och Dieter Neuendorf, DDR.
I OS i Grenoble 1968 i Frankrike tog  Wirkola en fjärdeplats i normalbacken, 4,5 poäng efter segrande Jiří Raška från Tjeckoslovakien och 0,6 poäng från prispallen. Under olympiska spelen 1972, i Sapporo i Japan, tävlade han endast i stora backen (Ōkurayama) och slutade på en delad 37:e plats.
Wirkola satte världsrekord i skidflygning tre gånger; i Vikersund 1966 (146 meter) och i Planica 1969 (156 och 160 meter). Han vann 8 guldmedaljer i norska mästerskap. Den första kom 1965 i normalbacken i Bærum och den sista kom i stora backen i Bærum 1971. Han har dessutom 4 silvermedaljer och 2 brons från norska mästerskap, alla medaljer tagna i individuella tävlingar.
I Norge finns ett uttryck: "att hoppa efter Wirkola" som betecknar något som är närmast omöjligt. Det var sportkommentatorn Torbjørn Yggeseth (senare ledare för hoppsektionen till Internationella Skidförbundet) som använde uttrycket först under norska mästerskapen 1965, men den legendariska kommentatorn Bjørge Lillelien har senare fått äran för att ha skapat uttrycket under VM i Oslo 1966. 
Bjørn Wirkola började runt 1970 koncentrera sig mera på fotboll och allt mindre på backhoppning. Han spelade för Rosenborg BK, Trondheim, ett av Norges bästa fotbollslag. Han avslutade backhopparkarriären 1972 och fotbollskarriären 1974. Då hade han hunnit bli både norsk cup- och ligamästare med Rosenborg BK. Han blev också skyttekung 1971 för Rosenborg BK.

## Utmärkelser
Bjørn Wirkola blev tilldelad Olavstatuetten 1966, Sportsjournalistenes statuett som «Årets idrettsnavn» 1967, Holmenkollenmedaljen 1968 (tillsammans med Kung Olav V av Norge, Assar Rönnlund och Gjermund Eggen) och Egebergs Ærespris 1971.